# Orihuela
Orihuela (spanskt uttal: [oɾiˈwela], valencianska: Oriola) är en stad och kommun i provinsen Alicante i den autonoma regionen Valencia i östra Spanien. Staden ligger vid floden Segura, cirka 49 kilometer sydväst om Alicante och cirka 19 kilometer nordost om Murcia. Kommunen har 83 720 invånare (2024), på en yta av 365,59 km².

## Historia
År 858 attackerades staden av Björn Järnsida och Håstein på deras vikingatåg i medelhavet.
I staden finns en katedral från 1400-talet, i jesuitkollegiet från 1500- och 1600-talen finns ett arkeologiskt museum. Från år 1568 till 1835 fanns ett universitet i Orihuela.